# 后本·切克洛夫
后本·切克洛夫（Houben Tcherkelov或Houben R.T.，保加利亚语：Хубен Черкелов），是一位保加利亚画家及先锋派艺术家。他在1990年代在阿姆斯特丹师从约尔格·伊门多夫。在他早期的摄影、影片及装置艺术中后共产主义保加利亚及保加利亚艺术是一个经常的主题。在他最近的创作中，切克洛夫利用厚涂颜料、釉及水彩等工艺绘制美国及其它国家货币上的图像。在他所有的创作中切克洛夫试图表现象征性的图像使国家权力合法化的作用。
后本·切克洛夫在1970年1月23日出生于保加利亚东南部一个小镇克尔贾利。切克洛夫在保加利亚首都索非亚的国家美术学院学习绘画，并参与了在XXL画廊周围发生的激进学生运动。在这一时期，保加利亚经历了苏联的解体及其自身集权制度的瓦解。然而，艺术批评家埃莉诺·哈特妮注意到后共产主义下在索非亚的研究“认为一些西方的艺术形式，诸如超现实主义、抽象派、流行艺术以及照相现实主义是西方帝国的产物。”她认为艺术家“被限制在政治上正确的艺术形式，包括现实主义、印象派，以及非常奇怪地，象征主义。”当时，在接受绘画方面的传统训练的同时，切克洛夫仍然得在一个“社会性及哲学性的疑问是一种生活方式”的环境中工作。这一点对切克洛夫日后对形式的宣传效应的探求具有深远影响。
切克洛夫在索非亚早期的工作分析了一个正处于制度转变过程中并且适应快速的全球化的社会的空间与生活结构。1994年在索非亚的国家自然历史博物馆的一个叫做freezing的展览，展出了被冻结的动物，暗指保加利亚的处于垂死状态的博物馆，与其它事件的发展速度形成强烈的反差。同一年，他尝试在创作中加入生命的元素，比如在作品Adaptation – Utopia 2中，他将鳃置于自己的身体上。装置作品Action Paint测试了白鼠在进食、排泄以及走过画布上的颜料时的行为。装置作品同附有白鼠的画布以及作者关于作品的日志一起展出。此装置作品，连同作品Home (1997)，一齐被Siksi的新欧洲特刊突出报导。切克洛夫被选为这期报导中八位艺术家中的一位。
1995年，切克洛夫在阿姆斯特丹师从约尔格·伊门多夫学习厚涂颜料绘画，但一直到2000年他来到了纽约之后，他才开始专门地使用这种技术。最初切克洛夫被美国硬币和纸币上的经典图像所打动，他开始探索利用这些图像增加他的绘画的内在能量。这些作品最初于2005年在纽约展出。